# Escola Prática de Combate Naval
A Escola Prática de Combate Naval (em sueco: Sjöstridsskolan; também designada pela sigla SSS) é uma escola prática militar da Marinha da Suécia, instalada em Karlskrona, uma cidade do sul do país, localizada junto ao Mar Báltico.

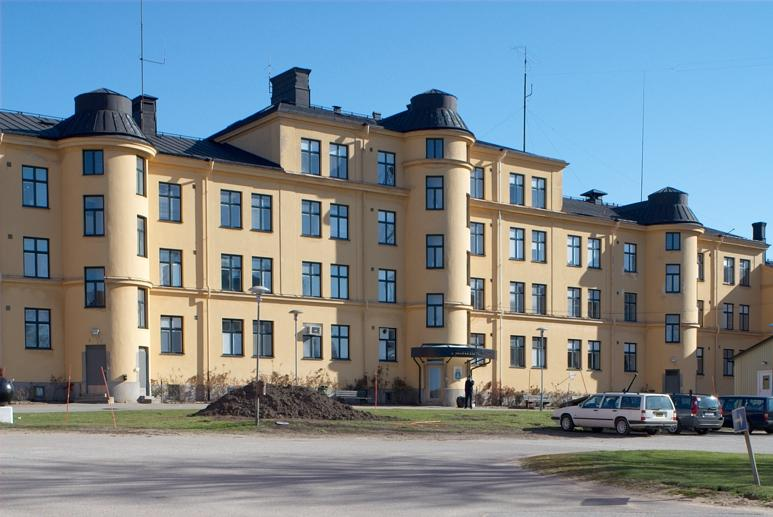
Escola Prática de Combate Naval, em Karlskrona

Este estabelecimento de ensino tem como objetivo a formação dos futuros oficiais e suboficiais ("sargentos"), marinheiros e soldados da marinha de guerra.                                 Especial ênfase é colocada na coesão e coordenação de funções,  desenvolvimento tático e técnico do combate naval e treino de comando naval.

Está igualmente agregado à escola o Centro Médico Naval e de Mergulho das Forças Armadas Suecas (FM DNC; responsável pela formação e desenvolvimento no domínio do mergulho) e ainda uma pequena unidade de combate anfíbio (sitiada em Berga, perto de Estocolmo).

O pessoal deste estabelecimento de ensino é constituído por 300 efetivos, incluindo oficiais profissionais, militares em serviço permanente e funcionários civis.

## Formação de oficiais da Marinha
O futuro oficial da Marinha da Suécia inicia a sua formação na Academia Militar de Karlberg em Solna - onde estuda durante três semestres.

Em seguida, frequenta a Escola Prática de Combate Naval em Karlskrona e a Escola Superior Náutica em Kalmar - durante dois semestres.

Depois frequenta de novo a Academia Militar de Karlberg em Solna - durante um semestre.

Finalmente, como contratado, faz uma formação complementar de um ano e meio.